# Marija Režan
Marija Režan (djevojački Vrsaljko) (1989.) je hrvatska košarkašica, članica hrvatske košarkaške reprezentacije. Članica je turskog Gelistirenlea.

## Karijera

### Klubovi
Igrala je za ŽKK Gospić, ŽKK Zadar, a danas igra za španjolsku Perfumerias Salamanca.

### Reprezentacija
Sudjelovala je na kvalifikacijskim turnirima za europsko prvenstvo i olimpijske igre.
2008. je bila u skupini igračica koje je pozvao izbornik Nenad Amanović na pripreme za EP 2009.
Na EP u Poljskoj 2011. godine nije sudjelovala, zbog čega je reprezentacija bila bitno oslabljena.
Na kvalifikacijama u Turskoj za OI 2012., članicom je sastava.